# سامسونگ آی۹۰۰
سامسونگ آی۹۰۰ که به اُمنیا هم شناخته می‌شود، از جمله گوشی های شرکت سامسونگ است. این گوشی در ژوئن ۲۰۰۸ رونمایی شد. این گوشی در بیستم ژوئن در فروشگاه‌های سنگاپور به فروش می‌رسید و در ژولای در بقیه آسیا به بازار آمد. در اوت در قسمتی از اروپا هم به فروش می‌رسیده است و در دسامبر همان سال این گوشی به بازار آمریکا هم رسید.

## امکانات
- سیستم‌عامل ویندوز موبایل ۶٫۱
- دوربین عکاسی و فیلمبرداری دیجیتال، ۵ مگاپیکسل، فلاش و سامانه تشخیص چهره
- ذخیره بیش از ۲۳ فیلم دی‌وی‌دی، ۸۰۰۰ فایل موسیقی MP3، ۱۲٬۰۰۰ عکس ۵ مگاپیکسلی
- مکان‌یابی جغرافیایی A-GPS
- صفحه نمایش لمسی هوشمند، ماوس اپتیکال، صفحه کلید لمسی QWERTY و قلم
- قاب فلزی پلاتین، چرخش تصویر متناسب با وضعیت قرار گرفتن گوشی
- وزن ۱۲۷ گرم
- اندازه ۱۱۲ در ۵۶٫۹ در ۱۲٫۵ میلی‌متر
- صفحه نمایش رنگی ۳٫۲ اینچی (۲۴۰ در ۴۰۰ پیکسلی)
- ۴ باند (GSM 850/900/1800/1900 MHz)
- قابلیت پخش MP3,AAC,AAC+,WMV,WMA,MP4,Xvid,DivX
- حافظه داخلی ۸ گیگابایتی یا ۱۶ گیگابایتی (بسته به نوع گوشی) و حافظه جانبی MicroSD با قابلیت ارتقاو تا 32 گیگابایت
- برقراری ارتباط توسط WiFi,USB2.0,Bluetooth 2.0 with A2DP
- قابلیت کار کردن با Office
- رادیو FM